# Breddewiesenbach
Der Breddewiesenbach ist ein knapp sechs Kilometer langer Zufluss der Bever in Ostbevern. „Bredde“ bedeutet so viel wie Heide. Der Name rührt daher, dass der Bach in der Dorfbauerschaft die sogenannten „Breddewiesen“ durchläuft, die heute Ackerland sind.

## Geographie
Der Breddewiesenbach entspringt beim Lohkirchhof in der Bauerschaft Loburg. Er zieht parallel zur Wischhausstraße in Richtung Westen durch die Dorfbauerschaft. Dann umrundet er den Hof Borgmann, um nach Süden zu laufen. Im Lehmbrock nimmt er beim Hof Frönd das Wasser des Langfortsbachs auf, um im weiteren südlichen Lauf beim Hof Everwin in die Bever zu münden.